# Selkisaari (ö i Keuruu, Pihlajavesi)
Selkisaari är en ö i Finland. Den ligger i sjön Pihlajavesi och i kommunen Keuru i den ekonomiska regionen  Keuru  och landskapet Mellersta Finland, i den södra delen av landet, 250 km norr om huvudstaden Helsingfors. Öns area är 5 hektar och dess största längd är 420 meter i nord-sydlig riktning.